# Angelo Cipolloni
Angelo Cipolloni (ur. 16 lutego 1970 w Rieti) – włoski lekkoatleta specjalizujący się w krótkich biegach sprinterskich, uczestnik letnich igrzysk olimpijskich w Atlancie (1996).

## Sukcesy sportowe
- dwukrotny mistrz Włoch w biegu na 200 metrów – 1995, 1996[1]
- dwukrotny halowy mistrz Włoch w biegu na 200 metrów – 1995, 1997[2]

| Rok  | Miasto   | Zawody                     | Konkurencja        | Wynik         |
| ---- | -------- | -------------------------- | ------------------ | ------------- |
| 1995 | Göteborg | Mistrzostwa świata         | sztafeta 4 x 100 m | brązowy medal |
| 1995 | Fukuoka  | Uniwersjada                | sztafeta 4 x 100 m | brązowy medal |
| 1997 | Bari     | Igrzyska śródziemnomorskie | sztafeta 4 x 100 m | złoty medal   |

## Rekordy życiowe
- bieg na 60 jardów (hala) – 6,35 – Florencja 19/01/1997
- bieg na 60 metrów (hala) – 6,77 – Genua 22/02/1997
- bieg na 100 metrów – 10,37 – Rzym 07/06/1997
- bieg na 200 metrów – 20,79 – Rieti 01/09/1996
- bieg na 200 metrów (hala) – 21,12 – Genua 23/02/1997